# VERONICA (ASIAN2のアルバム)
『VERONICA』（ヴェロニカ）は、ASIAN2の2枚目のオリジナル・アルバム。

## 収録曲
特記除く 全作詞:TWENTY"20"・TATSU、全作曲:TATSU、全編曲:ASIAN2
1. Doo wop (2:13)
2. VERONICA (3:43)
作詞:TWENTY"20"・TATSU、作曲:TATSU・HIDEO
3. cruisin' (4:35)
4. Country Road -VERONICA ver.- (3:53)
6thシングルのアルバム・バージョン。
5. Mr.Marduk (4:04)
6. secret (4:55)
作詞:TWENTY"20"・TATSU・SAY、作曲:TATSU
7. このまま (4:52)
8. marmot(四) (2:08)
作曲:SHOJI
インストゥルメンタル。
9. ライオンとビーナス (4:19)
10. Never Know (3:39)
作詞:TWENTY"20"、作曲:TATSU
11. happy (4:40)
7thシングル。
12. AFRICA (4:48)
作詞:TWENTY"20"・TATSU、作曲:TATSU・TWENTY"20"
13. destiny (4:42)